# Station Colera
Station Colera is een spoorweghalte in Colera in de Spaanse regio Catalonië. Het station werd geopend op 20 januari 1878. 
In 1875 werd de Companyia dels Ferrocarrils de Tarragona a Barcelona i França opgericht, met als doel de aanleg van een spoorlijn tussen Barcelona en Frankrijk. Drie jaar later werd eindstation Portbou bereikt en kon ook station Colera worden geopend.
Het station wordt geëxploiteerd door Renfe Operadora, de nationale spoorwegmaatschappij van Spanje. De halteplaats heeft twee perronsporen en ligt aan de tweesporige lijn Barcelona–Cerbère (lijn 270). In de richting van Barcelona França is het eerstvolgende station Llançà, en in de andere richting zijn dat Portbou en vervolgens eindpunt Cerbère (in Frankrijk).